# 南海府

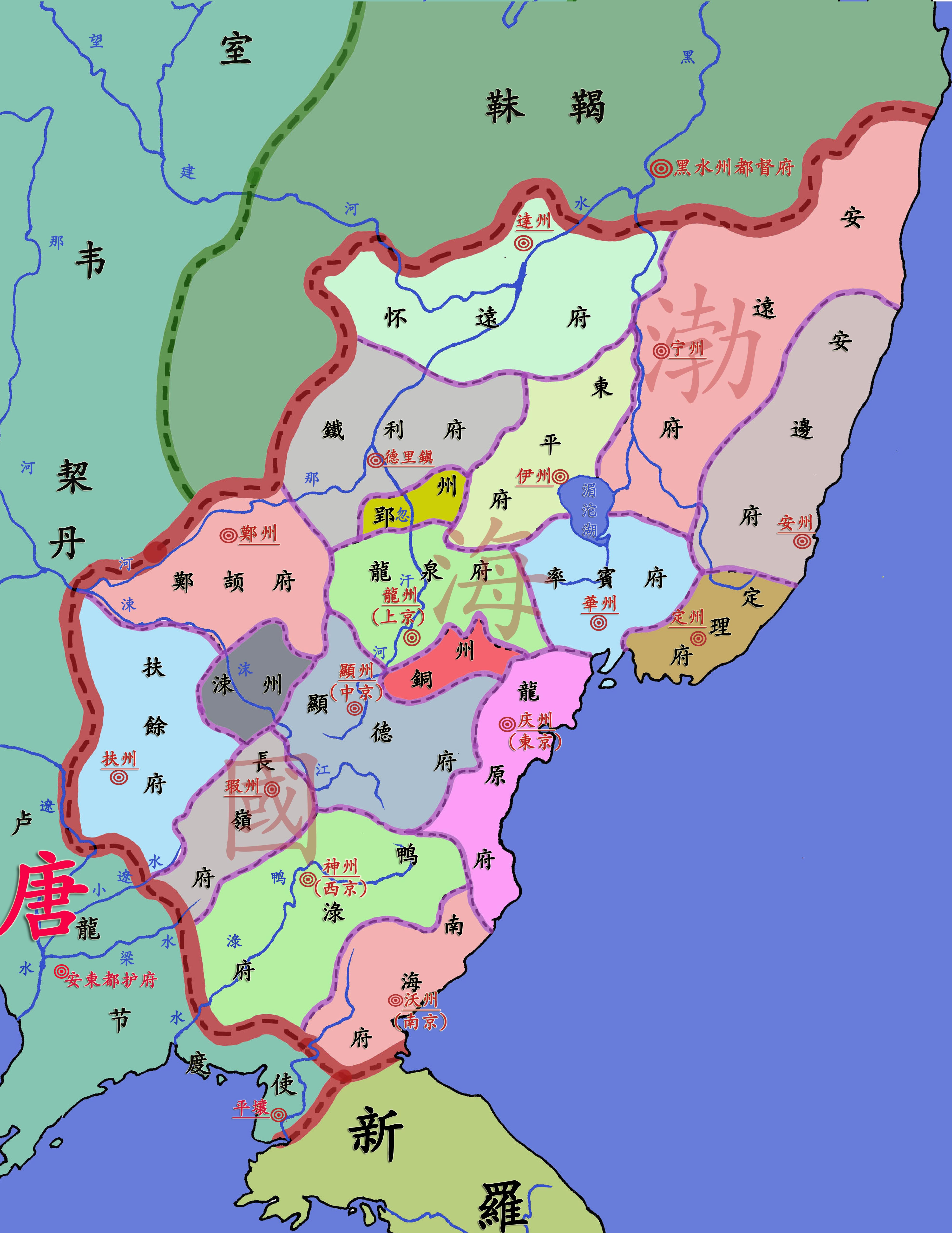
渤海國行政區劃

南海府為遠東地區中世紀古國渤海国五都之一，稱南京，位於今朝鲜民主主义人民共和国咸鏡南道北青郡青海土城。
本沃沮地，下辖沃州（南海府治所）、椒州（今朝鲜民主主义人民共和国平安南道东北部孟山郡东山城里）、晴州。辽国灭渤海国，将南海府沃州迁到今中国辽宁省海城市，改称海州南海军。故县六：沃沮、鹫岩、龙山、滨海、升平、灵泉。统州二、县一：临溟县。

## 相关
- 渤海國行政區劃